# Motorola Solutions
Motorola Solutions, Inc. es un proveedor estadounidense de equipos de video, equipos de telecomunicaciones, software, sistemas y servicios. Es la sucesora de Motorola, Inc., luego de la escisión de la división de teléfonos móviles en Motorola Mobility en 2011. La empresa tiene su sede en Chicago, Illinois.

## Historia
Motorola Solutions comenzó a cotizar como una empresa independiente el 4 de enero de 2011, bajo el símbolo MSI de la Bolsa de Nueva York. En abril de 2011, completó la venta de su negocio de infraestructura celular a Nokia Siemens Networks por 975 millones de dólares en efectivo. Como parte de la transacción, aproximadamente 6.900 empleados fueron transferidos a Nokia Siemens Networks. El mismo mes, la empresa china de telecomunicaciones Huawei y Motorola Solutions resolvieron sus disputas sobre propiedad intelectual.
En 2012, Motorola Solutions compró Psion por 200 millones de dólares y lo añadió a su negocio empresarial. Una gran mayoría del negocio empresarial era anteriormente Symbol Technologies, que Motorola, Inc. había adquirido en 2007. El 27 de octubre de 2014, Motorola Solutions vendió su negocio empresarial a Zebra Technologies por 3.450 millones de dólares en efectivo. Como parte de la venta, aproximadamente 4.500 empleados de Motorola Solutions de todo el mundo fueron transferidos a Zebra.
En agosto de 2015, la empresa recibió una inversión de mil millones de dólares de la firma de capital privado Silver Lake Partners, lo que permitió una recompra de acciones y proporcionó a Silver Lake dos puestos en la junta directiva.
En febrero de 2016, la compañía completó la adquisición de Airwave Solutions, el operador con sede en el Reino Unido de la red de radio de seguridad pública británica responsable de proporcionar comunicaciones de voz y datos de misión crítica a más de 300 agencias de servicios públicos y de emergencia que incluyen policía, bomberos y rescate. y servicios de ambulancia en Inglaterra, Escocia y Gales.
A partir de marzo de 2017, Motorola Solutions presentó una serie de demandas contra el fabricante de radios bidireccionales Hytera, con sede en China, en los Estados Unidos, Alemania y Australia, así como ante la Comisión de Comercio Internacional de los Estados Unidos (USITC). Las quejas alegan que Hytera está infringiendo intencionalmente patentes propiedad de Motorola Solutions y utilizando secretos comerciales robados por tres ex empleados de Motorola Solutions que se fueron para unirse a Hytera. Motorola Solutions busca impedir que Hytera venda e importe sus dispositivos en estos países. En abril de 2017, la USITC anunció que había decidido iniciar una investigación sobre las prácticas comerciales de Hytera.

En agosto de 2017, Motorola Solutions anunció que había completado la adquisición de Kodiak Networks, un proveedor privado de PTT (pulsar para hablar) de banda ancha para clientes comerciales.
En diciembre de 2017, el fabricante de radios bidireccionales Hytera presentó un litigio antimonopolio contra Motorola Solutions alegando que Motorola Solutions está participando en prácticas anticompetitivas que son ilegales según la Ley Sherman y la Ley Clayton. La demanda de Hytera alega que Motorola Solutions impide que Hytera compita en el mercado estadounidense al imponer precios inflados y participar en un esquema monopólico que incluye obligar a los distribuidores de LMR a abandonar los productos de Hytera.
En marzo de 2018, Motorola Solutions adquirió Avigilon por alrededor de mil millones de dólares.
En marzo de 2018, Motorola Solutions adquirió Plant Holdings, Inc., que posee el negocio de Airbus DS Communications, de Airbus Defence and Space, Inc., una filial de Airbus SE.
En enero de 2019, la compañía adquirió VaaS International Holdings, con sede en Livermore, California, y su subsidiaria, la empresa de tecnología de lectura de matrículas Vigilant Solutions, por 445 millones de dólares.
En julio de 2019, la empresa adquirió WatchGuard Inc.
En julio de 2020, la empresa adquirió IndigoVision .
En agosto de 2020, la empresa adquirió Pelco Inc., una empresa de seguridad de vídeo con sede en California, por 110 millones de dólares en efectivo de Transom Capital. Pelco era anteriormente una marca de Schneider Electric.
En septiembre de 2020, la empresa adquirió Polaris Networks, un proveedor global de soluciones de tecnologías inalámbricas.
En julio de 2021, la empresa adquirió Openpath Security Inc., un proveedor de control de acceso móvil basado en la nube, por una suma no revelada.
En noviembre de 2021, la empresa adquirió Envysion, un proveedor de videoseguridad empresarial y análisis empresarial para la industria minorista.
En marzo de 2022, la empresa adquirió Ava Security Limited, un proveedor global de análisis y seguridad de vídeo nativos de la nube con sede en el Reino Unido.
En abril de 2022, la empresa adquirió Calipsa, una nueva empresa de análisis de vídeo con sede en el Reino Unido.
En mayo de 2022, la empresa adquirió Videotec, un fabricante de equipos de videoseguridad con sede en Italia.
En agosto de 2022, la empresa adquirió Barrett Communications, un proveedor de sistemas de comunicaciones HF/VHF con sede en Australia.
En octubre de 2022, la empresa adquirió Futurecom Systems Group, un proveedor líder de soluciones de extensión de cobertura de radio para agencias de seguridad pública, con sede en Ontario, Canadá.
En diciembre de 2022, la empresa adquirió Rave Mobile Safety, una plataforma en la nube de gestión de incidentes y notificaciones masivas de seguridad pública con sede en Massachusetts.
En diciembre de 2023, la empresa adquirió IPVideo, una empresa de sensores inteligentes con sede en Nueva York.

## Productos
Motorola Solutions fabrica radios bidireccionales y sistemas de radio de seguridad pública para socorristas y fuerzas del orden. También proporciona paquetes de software para centros de mando, cartografía y vigilancia con drones. Además de radios, fabrica cámaras corporales, la marca Watchguard Video para el cumplimiento de la ley, mientras que otras están más orientadas a empresas privadas y vigilancia de seguridad bajo la marca Avigilon. El 3 de agosto de 2020, MSI adquirió Pelco, la marca de seguridad de video con sede en California, por 110 millones de dólares en efectivo. Con esta adquisición, Motorola Solutions ahora tiene 3 marcas de Video Security en el negocio de Video Security and Analytics. Avigilon, Pelco e IndigoVision.
Motorola Solutions también fabrica dispositivos LTE push to talk bajo la línea LTE LEX. La serie LEX se ejecuta en Android.

## Controversias
En agosto de 2021, Motorola Solutions presentó una denuncia de 52 páginas contra Verkada ante la Comisión de Comercio Internacional de los Estados Unidos, alegando que las cámaras y el software de Verkada infringen las patentes de Avigilon, filial de Motorola Solutions. Posteriormente, Verkada presentó una demanda contra Motorola Solutions en el Tribunal del Distrito Norte de California en septiembre de 2021, argumentando que Motorola Solutions ha "tratado de cerrar efectivamente el negocio de Verkada". Posteriormente, en septiembre, la Comisión de Comercio Internacional inició su investigación sobre la queja de Motorola Solutions, y Verkada afirmó en su respuesta que no infringe ninguna de las patentes de Motorola Solutions.

### Participación en los asentamientos israelíes
El 12 de febrero de 2020, las Naciones Unidas publicaron una base de datos de todas las empresas comerciales involucradas en ciertas actividades específicas relacionadas con los asentamientos israelíes en los Territorios Palestinos Ocupados, incluida Jerusalén Oriental, y en los Altos del Golán ocupados. Motorola Solutions, Inc. y su filial, Motorola Solutions Israel Ltd., han sido incluidos en la base de datos a la luz de su participación en actividades relacionadas con "el suministro de equipos de vigilancia e identificación para los asentamientos, el muro y los puestos de control directamente relacionados con los asentamientos". La comunidad internacional considera que los asentamientos israelíes construidos en tierras ocupadas por Israel violan el derecho internacional.
El 5 de julio de 2021, el fondo de pensiones más grande de Noruega, KLP, dijo que se desharía de Motorola Solutions, junto con otras 15 entidades comerciales implicadas en el informe de la ONU por sus vínculos con los asentamientos israelíes en la ocupada Cisjordania, diciendo que era "un proceso muy decisión sencilla" dado el uso del software y de videoseguridad de la empresa en la vigilancia de fronteras.